# 遠程教育認證委員會
遠程教育認證委員會（Distance Education Accrediting Commission, DEAC），以前名稱為全國家庭學習委員會，然後改名為遠程教育和培訓理事會（Distance Education and Training Council, DETC），是美國的一個非盈利的國家教育認證機構，專門從事遠程教育課程的認證，并得到了美國教育部（USDE）及高等教育認證委員會（CHEA）的認可。